# Ministère de la Construction (Ouzbékistan)
Le ministère de la Construction est un ministère ouzbek qui supervise l'amélioration de la gestion publique dans le domaine de la construction. Il est dirigé par Botir Zokirov depuis le 4 septembre 2019.

## Historique
Le 3 avril 2018, le président Shavkat Mirziyoyev établit le ministère dans le but d'améliorer la gestion publique dans la domaine de la construction en remplacement d'une commission qui occupait le même rôle. Neuf jours plus tard, le premier ministre de la Construction, Abduqahhor Toʻxtayev, fut appointé,. Transféré au poste de maire du district de Shayxontohur en mai 2019, il est remplacé par Botir Zokirov le 4 septembre 2019.

## Liste des ministres
| Nom                  | de               | à        |
| -------------------- | ---------------- | -------- |
| Abduqahhor Toʻxtayev | 12 avril 2018    | Mai 2019 |
| Botir Zokirov        | 4 septembre 2019 |          |